# تپه کوشک (تاکستان)
تپه کوشک مربوط به دوران‌های تاریخی پس از اسلام است و در شهرستان تاکستان، روستای دربهان واقع شده و این اثر در تاریخ ۲۵ اسفند ۱۳۷۹ با شمارهٔ ثبت ۳۲۲۰ به‌عنوان یکی از آثار ملی ایران به ثبت رسیده است.